# First Wave
First Wave fou una sèrie de televisió, de ciència-ficció canadenca, creada per Chris Brancato i emesa entre el 9 de setembre de 1998 i el 28 de febrer de 2001, al canal temàtic Syfy als Estats Units i al Canadà.

## Introducció
Cade Foster descobreix que els extraterrestres viuen a la Terra en forma de clons humans per tal d'esclavitzar la humanitat, aquests estrangers varen matar la seva dona i van fer creure a tothom que ell n'era l'assassí. Perseguit per la policia i una agència del govern, Cade Foster descobreix en les prediccions de Nostradamus que tres onades d'atacs condueixen a la destrucció de la humanitat. El primer, l'arribada dels extraterrestres a la Terra, ja ha tingut lloc. Però la profecia parla d'un home que pot detenir-los.
 "L'any 1564, Nostradamus va predir la destrucció de la Terra en tres onades aterridores. La primera onada ja és aquí, el meu nom és Cade Foster, guardo el llibre amb les cuartetes, els extraterrestres van matar a la meva dona i em van acusar d'assassinat. Ara he de fugir, però no m'amago pas, les profecies d'en Nostradamus són la meva guia. Els buscaré, els perseguiré, i aturaré la invasió." 

## Sinopsi
First Wave, (a TV3 i al Canal 300 es va emetre amb el títol "Invasió" i a Punt 2 amb el títol de "l'Elegit"): va ser produïda per Francis Ford Coppola i creada per un dels millors guionistes de ciència-ficció, Chris Brancato, és hereva de sèries nord-americanes de finals dels 60, com "Els invasors" i fusiona en el seu plantejament, dos gèneres clàssics de la televisió: el fantàstic i les històries de fugitius.
A First Wave, els creadors han pres com a punt de partida les profecies del savi Nostradamus, prediccions que han estat objecte de nombroses adaptacions cinematogràfiques i que anunciaven, fa centenars d'anys, esdeveniments que tindrien lloc al planeta Terra.
Segons la interpretació que fa la sèrie de les teories d'aquest visionari del segle xvi, la destrucció de la Terra es faria en tres onades. A la primera onada, un grup d'alienígenes arribaria a la Terra, amb aparença humana, i prepararien el terreny per a la invasió posterior. A la segona onada, es produiria un gran atac, i amb la tercera onada, arribaria la fi del món.
Seguint també les prediccions, l'única esperança de salvació per a la humanitat és a les mans d'un home. Segons la producció de Coppola, aquest home és en Cade Foster, un personatge que interpreta l'actor canadenc Sebastian Spence.
First Wave(Invasió): consta de 22 capítols d'una hora, centra el seu argument en la primera onada, quan un grup d'elit de les forces extraterrestres amb aparença humana, s'ha infiltrat a la Terra a per preparar el gran atac. Abans de la invasió definitiva, necessiten saber quin grau de resistència té la voluntat humana i si amb els seus mètodes són capaços de doblegar-la.
Per dur a terme aquesta invasió han seleccionat 117 persones amb característiques psicològiques diferents, 116 de les quals moren o perden la raó. L'individu 117 és en Cade Foster, l'home que té la clau per impedir la destrucció del planeta.

## Actors
- Sebastian Spence: Cade Foster[4]
- Rob LaBelle: Eddie Nambulus
- Roger R. Cross: Joshua
- Traci Lords: Jordan Radcliffe